# Isla de Mar
L'isla de Mar est une petite île espagnole située à 50 mètres de la côte du Maroc.
Comme les autres Plazas de soberanía, elle est revendiquée par le Maroc qui la considère comme étant occupée.

## Caractéristiques

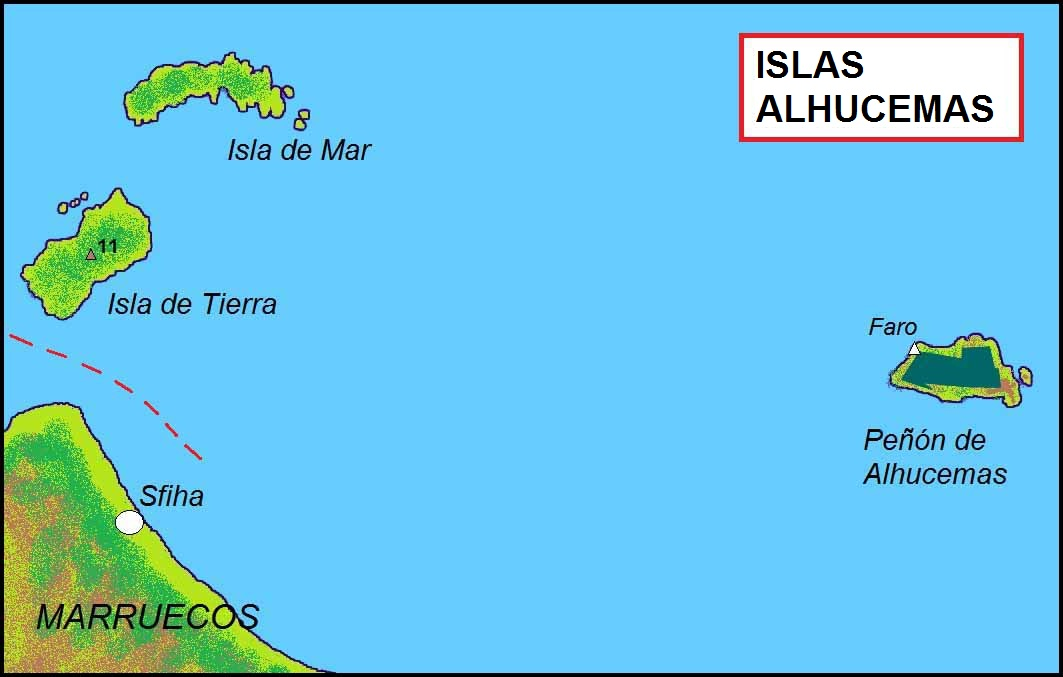
Carte des îles Alhucemas.

L'isla de Mar (littéralement en espagnol : « île de Mer ») forme, avec l'isla de Tierra (« île de Terre ») et le Peñón de Alhucemas, l'archipel des îles Alhucemas, un groupe de trois petites îles dans la mer d'Alboran, en Méditerranée. Comme ces deux autres îles, elle est située à 50 m de la côte nord-est du Maroc, près de la plage de Sfiha, légèrement plus en mer que l'isla de Tierra.
L'isla de Mar est un îlot plat, ne dépassant pas 4 m au-dessus des eaux. Tout comme l'isla de Tierra, elle est inhabitée et ne possède aucune construction.

## Souveraineté
L'isla de Mar, comme les deux autres îles Alhucemas, fait partie des traditionnelles Plazas de soberanía, territoires d'Afrique du Nord sur les côtes marocaines et sous souveraineté espagnole. Cette souveraineté est contestée par le Maroc.